# Philippe Gaumont
Philippe Gaumont (Amiens, 22 de febrero de 1973–Arrás, 17 de mayo de 2013) es un deportista francés que compitió en ciclismo en la modalidad de ruta, perteneciendo al equipo Cofidis entre los años 1997 y 2004; aunque también disputó carreras de pista, especialista en la prueba de persecución por equipos.
Participó en dos Juegos Olímpicos de Verano, obteniendo una medalla de bronce en Barcelona 1992, en la contrarreloj por equipos, y el quinto lugar en Sídney 2000, en la prueba de pista de persecución individual.
Ganó una medalla de bronce en el Campeonato Mundial de Ciclismo en Pista de 2000, en la prueba de persecución por equipos.
En 1996 obtuvo la victoria en los Cuatro Días de Dunkerque y en el Tour de l’Oise, y al año siguiente ganó la clásica Gante-Wevelgem belga.

## Casos de dopaje
Gaumont estuvo involucrado en varios casos de dopaje. En 1996 ficha para el equipo Gan, dando el mismo año positivo por nandrolona. Al año siguiente se cambia a las filas del Cofidis y da nuevamente positivo por nandrolona en 1998 y por anfetaminas en 1999.
En 2004, en medio de una serie de casos de dopaje que afectaron al Cofidis, Gaumont reveló que había tomado sustancias prohibidas desde el inicio de su carrera y que en el mundo del ciclismo profesional era muy practicado el dopaje, hablando de una «cultura de dopaje». Fue sancionado de por vida, dando por acabada su carrera deportiva. Al año siguiente publica el libro Prisionero del dopaje, en el que explicó los métodos de dopaje y los trucos de enmascaramiento practicados en el entorno ciclista.
Falleció el 17 de mayo de 2013 después de sufrir un ataque cardíaco, que le provocó una muerte cerebral, permaneciendo sus últimos días en coma artificial.

## Medallero internacional

### Ciclismo en ruta
| Juegos Olímpicos | Juegos Olímpicos   | Juegos Olímpicos  | Juegos Olímpicos         |
| Año              | Lugar              | Medalla           | Competición              |
| ---------------- | ------------------ | ----------------- | ------------------------ |
| 1992             | Barcelona (España) | Medalla de bronce | Contrarreloj por equipos |

### Ciclismo en pista
| Campeonato Mundial | Campeonato Mundial       | Campeonato Mundial | Campeonato Mundial      |
| Año                | Lugar                    | Medalla            | Competición             |
| ------------------ | ------------------------ | ------------------ | ----------------------- |
| 2000               | Mánchester (Reino Unido) | Medalla de bronce  | Persecución por equipos |

## Palmarés

### Ruta
1992 (como amateur)
- Tour de la Somme
- Medalla de bronce en los 100 km contrarreloj por Equipos de los Juegos Olímpicos

1994
- Tour de Poitou-Charentes, más 1 etapa

1996
- Cuatro Días de Dunkerque
- Tour de l'Oise, más 1 etapa
- La Côte Picarde

1997
- Gante-Wevelgem
- 1 etapa de los Cuatro Días de Dunkerque

1998
- 1 etapa del Gran Premio de Midi Libre

### Pista
2000
- Campeonato de Francia Persecución
- Campeonato de Francia Persecución por Equipos
- 3.º en el Campeonato del Mundial Persecución por Equipos

2002
- Campeonato de Francia Persecución

## Resultados en Grandes Vueltas
| Carrera         | 1994 | 1995 | 1996 | 1997  | 1998 | 1999 | 2000 | 2001 | 2002 | 2003  | 2004 |
| --------------- | ---- | ---- | ---- | ----- | ---- | ---- | ---- | ---- | ---- | ----- | ---- |
| Giro de Italia  | -    | Ab.  | -    | -     | -    | -    | -    | -    | -    | -     | -    |
| Tour de Francia | -    | -    | -    | 139.º | Ab.  | -    | -    | -    | -    | 124.º | -    |
| Vuelta a España | -    | -    | -    | Ab.   | Ab.  | -    | -    | -    | -    | -     | -    |

## Equipos
- Castorama (1994-1995)
- Gan (1996)
- Cofidis (1997-2004)
  - Cofidis (1997-2002)
  - Cofidis, Le Crédit par Téléphone (2003-2004)